# Museo d'arte orientale (Venezia)
Il Museo d'arte orientale di Venezia è sito all'interno di Ca' Pesaro nel sestiere di Santa Croce, vicino a campo San Stae.
Dal dicembre 2014 il Ministero per i beni e le attività culturali lo gestisce tramite il Polo museale del Veneto, nel dicembre 2019 divenuto Direzione regionale Musei.

## Origini
Il  Museo d'Arte Orientale di Venezia è una delle maggiori raccolte d’arte giapponese del periodo Edo (1603-1868) in Europa. 
È collocato dal 1928 al terzo piano di Ca' Pesaro per una convenzione tra lo Stato, proprietario della raccolta, ed il Comune di Venezia, proprietario dell'immobile. 
La raccolta si deve al Principe Enrico di Borbone conte di Bardi. Dal 1887 al 1889, durante un lungo viaggio intorno al mondo compiuto con la moglie, Adelgonda di Braganza, ed un ristretto seguito, egli visitò l'Indonesia, l'Asia sud orientale, la Cina e trascorse circa nove mesi in  Giappone, acquistando oltre trentamila opere.
Al suo ritorno a Venezia, il Principe sistemò la collezione al secondo piano di Palazzo Vendramin Calergi, che egli occupava soprattutto nei mesi invernali.
Alla sua morte, nel 1905, la raccolta passò nelle mani della ditta viennese Trau, la quale ne iniziò la vendita fino allo scoppio della Prima guerra mondiale, che determinò il sequestro dei beni della ditta austriaca.
A conclusione del conflitto, il patrimonio venne riconosciuto al Governo italiano, in conto riparazione danni di guerra. Nel 1925 Stato e Comune stipularono una Convenzione per sistemare a Ca' Pesaro la collezione. 
Ad Eugenio (Nino) Barbantini toccò il non facile compito di allestire il nuovo museo di arte orientale in una dimora storica veneziana con stucchi e affreschi. In tre anni Barbantini provvide al trasferimento della raccolta da Palazzo Vendramin Calergi, all'adattamento della sede ed all'allestimento del museo, di cui fu Direttore fino al 1950.
Il 3 maggio 1928 si inaugurò il museo: esposizione d'arte giapponese del periodo Edo (1603-1868), con una sezione cinese ed una indonesiana.
Nel 2017 iniziarono i lavori per il trasloco del museo nella ex chiesa di San Gregorio.

## Collezioni esposte
L'allestimento di Nino Barbantini è ancora riconoscibile nonostante l'esposizione sia stata rimaneggiata nel corso di diversi interventi di manutenzione, per ricavare nuovi spazi di deposito e lavoro.
Nelle sale dedicate al Giappone si ammirano armi e armature da parata appartenute ai signori feudali e ai samurai del periodo Edo, selle e staffe in lacca da parata, una rara portantina per dama, dipinti su carta e seta, abiti dai preziosi ricami. Ben due sale sono dedicate a oggetti in lacca provenienti da corredi di nozze delle figlie di ricchi commercianti e feudatari, realizzati con la tecnica del makie, la lacca dorata impiegando polvere e lamine d’oro. Gli strumenti musicali sono eccellenti pezzi artistici usati per l'esecuzione dei principali generi di musica tradizionale giapponese.
I pezzi appartengono prevalentemente al periodo Edo (dal nome della capitale, Edo, l’odierna Tokyo) o Tokugawa, dal nome della casata shogunale che resse le sorti del paese per oltre duecentocinquant'anni garantendo all’arcipelago un periodo di relativa pace caratterizzato da un isolamento quasi completo, ma non mancano opere più antiche, come per esempio una coppia di statue lignee del periodo Kamakura (1185-1392) o lame del periodo Muromachi (1392-1568).
La sezione cinese espone giade e porcellane di diverse manifatture. Nella sala dedicata all'Indonesia si trovano rari kriss, tessuti batik e figure in cuoio del wayang, il teatro delle ombre indonesiano.
Per motivi di conservazione alcuni oggetti più delicati, come gli abiti, sono soggetti a esposizione a rotazione.

## Servizi a disposizione del pubblico
Accessibilità: 90% dello spazio espositivo a portatori di handicap motori
Caffetteria, libreria, guardaroba
Su richiesta, itinerari e giochi tattili per non vedenti e ipovedenti
Guida multimediale accessibile  in inglese e lingua italiana dei segni (QRcode)
Schede di sala in italiano, inglese e francese
Video sulla storia della collezione La collezione Bardi da raccolta privata a museo dello Stato (13’) e  sulla lacca giapponese Makie, la lacca dorata. Tecnica e restauro (9’)  in italiano e inglese
Video sulla cerimonia del tè
Video sul teatro delle ombre di Giava (wayang kulit)

## Caratteristiche fisiche della sede
Comprende dieci aree espositive con una superficie di 628 m². La superficie totale, comprendente i depositi, è di 1380 m², il 90% dello spazio espositivo è accessibile ai portatori di handicap motori.